# 塔里克·伊本·齊亞德
塔里克·伊本·齊亞德（阿拉伯语：‎，？—720年）是一個柏柏人穆斯林將軍，711年他在奧瑪雅哈里發瓦利德一世的命令下領軍征服了西哥德的日斯巴尼亞（今日的西班牙的南部）。「直布羅陀」（Gibraltar）這個名詞就是西班牙語衍生自阿拉伯語的名詞加巴爾·塔里克（阿拉伯語：جبل الطارق，羅馬化：Jabal al Tariq），意思是「塔里克的山峰」，是因他而命名的。
塔里克·伊本·齊亞德被認為是伊比利歷史上最重要的軍事將領之一，他可能是柏柏人，最初是穆薩·努賽爾副官。
從摩洛哥北海岸開始，他發起了第一波對西哥德王國（包含現今的西班牙與葡萄牙）的征服行動。

## 身世

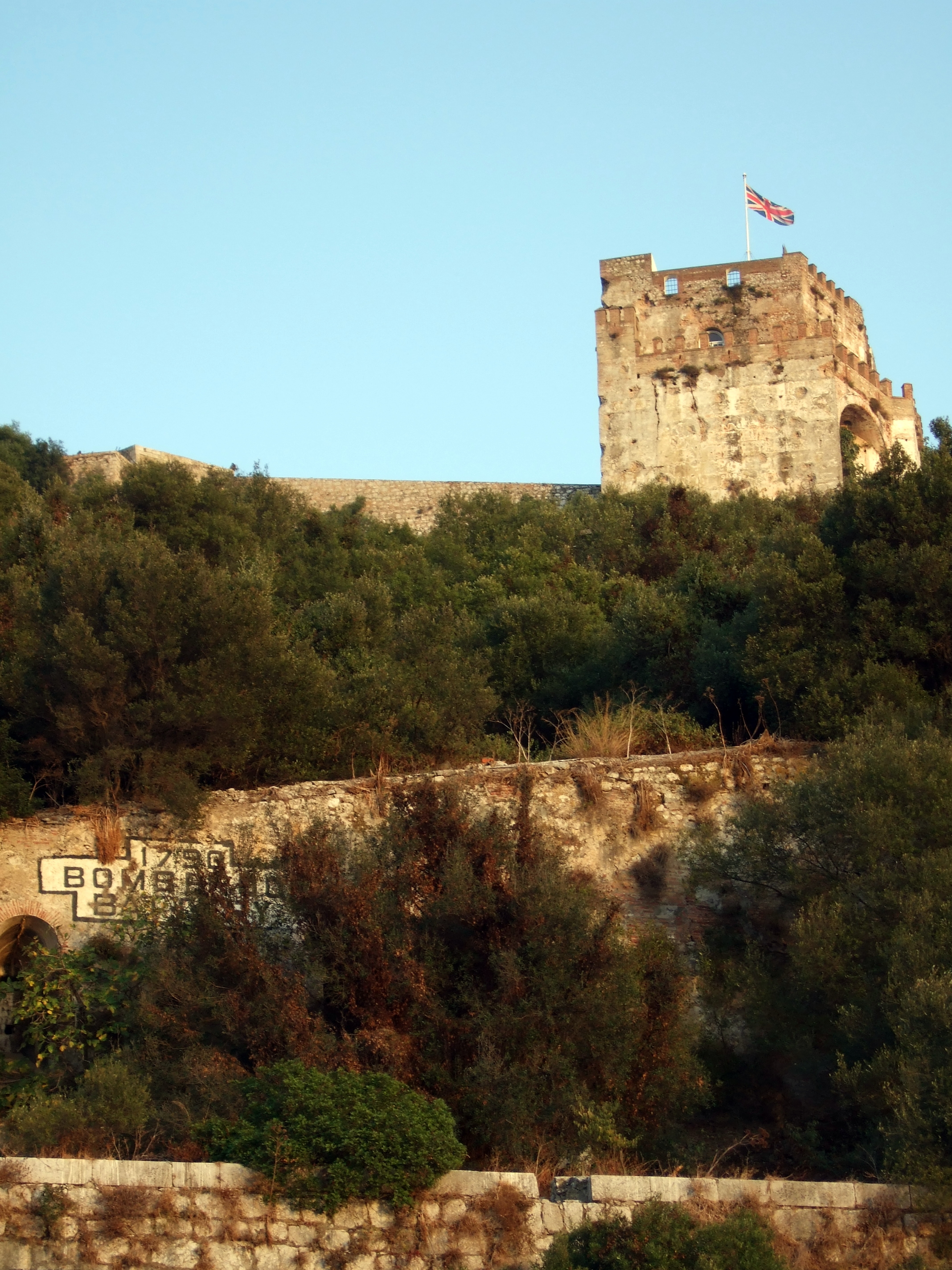
摩爾人在直布羅陀的城堡

撇開他的名字不談，他的父姓、卒年及逝世地、軍隊的種族都是非常不確定的。今日歷史學家認同他很可能是一個柏柏人，但是現存的歷史史料也有的認為他是波斯血統。
在伊本·赫勒敦（Ibn Khaldun）的著作第一卷的尾頁，提到柏柏人的血統，但沒有任何的資料來源或日期或地點，接續的註解：烏拉薩人（Ulhasa，(法語：Oulhaça)）的分支，這些資料可以回朔到摩洛哥新聞（Al Bayan Al Moghrib）的作者伊本·伊德哈里的資料。事實上，伊本·赫勒敦從來沒有明確的提到塔里克是一個烏拉薩柏柏人。
但是伊本·赫勒敦提供給我們一些有關烏拉薩部落的資訊。他寫到在當時遊牧的烏拉薩部落可以在塔夫納河（Tafna river）兩岸發現，現今阿爾及利亞與摩洛哥的邊界。今日當地仍然可以見到烏拉薩部落在阿烏雷斯（Aurès，今日阿爾及利亞東部），證明這些部落的確是游牧的。

## 歷史
711年4月29日，塔里克帶領剛皈依伊斯蘭教不久的軍隊， 在直布羅陀登陸了。
17世紀的穆斯林歷史學家馬加里寫到登陸的經過，塔里克燒毀他所有的船隻，並向他的士兵發表了一段在穆斯林世界很出名的演說。
|  | 喔我的戰士們，你們還有何處可逃？在你們身後的是大海，在你們面前的是敵人。你們現在所剩下的希望，就只有你們的勇氣與忠貞。記住，在這個國家，你們比坐在貪得無饜的主人桌上的孤兒還要不幸。你們的敵人在你們面前，由無數的軍隊保護著；他有充裕的人力，而你們，就是你們唯一的後援，帶上你們的利劍，就是你們唯一活命的機會，要得到這個機會就從你們敵人的手中奪走它。如果你們的心願只是純粹想要苟且的多活那麼一點時間，如果你們延誤了抓住稍縱即逝的成功，你們的好運氣將會消逝，而你們的敵人，在你們面前曾經充滿恐懼的敵人，將會得到勇氣。把你們妄想逃跑的恥辱擱到一邊，迎擊這位離開他固若金湯的城塞來面對你們的君王。如果你們願意坦率的向死亡暴露你們自己，這將是擊敗他的絕佳好機會。不要以為我想要鼓勵你們面對我不該與你們分享的危險。在迎戰的過程中，我將會挺身於最前線，也就是存活機會總是最微小的地方。 記住，如果你們耐心的忍受一些時刻，之後你們將會享受無上的喜悅。不要幻想你們的命運可以與我的分離，並且我保證，假如你們倒下了，我會與你們共赴黃泉，或者替你們報一箭之仇。真實信徒的領導者，瓦利德，阿卜杜·馬利克之子，已經從他所有的阿拉伯戰士之中選中了你們，來打這場戰爭；而且他承諾，你們將會成為他的共事者。將他的信心放在你們的膽量中。他所渴望從你們勇氣中得到的果實，就是真主應該在這個國家得到讚揚，而真實的宗教應該在這裡發揚光大。戰利品將是屬於你們自己的。 請記住，是我勸說你們來到這裡，並讓我自己面臨這樣光榮的機會：當兩軍短兵相接時，你們會看到我毫不遲疑地去尋找羅德里克這個暴君，並與他決鬥，如果這是真主的意願的話。如果我在這場戰爭後死亡，我至少為我能解救你們感到滿足，而你們將會輕易的發現你們是經驗豐富的英雄，你們可以有自信地給自己指揮自己的任務。但如果我在找到羅德里克之前就倒下了，那就加倍努力，強迫自己去進攻，征服這個國家，剝奪他的生命。一旦他死了，他的士兵就不會再反抗你們了。 |

穆斯林的軍隊席捲了整個西斯班尼亞，並且於711年夏季贏得一場決定性的戰役瓜達萊特戰役，西哥德國王羅德里克在這場戰役中被擊敗且身亡，時間是7月19日。之後，塔里克成為了西斯班尼亞的總督，但最後被奧瑪雅哈里發瓦利德一世召回大馬士革，在那裡他度過他的餘生。
| 新頭銜 | 安達盧斯總督 711–712 | 繼任者： 穆薩·努賽爾 |

## 文學
- 安德烈·克拉特：L’Espagne musulmane. VIIIe–XVe siècle. Perrin, Paris 1999

## 外部連結
- Tarik's Address to His Soldiers, 711 CE, from The Breath of Perfumes （页面存档备份，存于）
- Ibn Abd-el-Hakem, Medieval Sourcebook: The Islamic Conquest of Spain （页面存档备份，存于）
- Edward Gibbon, History of the Decline and Fall of the Roman Empire Chapter 51
- Article: Tariq ibnu zeyad in tha mazight(Berber: Rif)